# 地震防災対策特別措置法
地震防災対策特別措置法（じしんぼうさいたいさくとくべつそちほう、平成7年6月16日法律第111号）は、日本全国で発生しうる地震災害に備え、積極的に地震防災対策を進めることに関する日本の法律である。
1995年の阪神・淡路大震災を契機に、1995年6月7日に衆議院災害対策特別委員長の提出、翌日衆議院で可決、6月9日に参議院でも可決成立した。
1995年6月16日公布され、同年7月18日に施行された。

## 主な内容
全国における地震防災対策の強力な推進として次の二つを規定している。
1. 地震防災緊急事業五箇年計画の策定

避難地、避難路、消防用施設など29施設等の整備計画。このうち、消防用施設、公立小中学校等の耐震改修など9施設等については国庫補助率の嵩上げがされる
2　地震調査研究推進本部の設置